# Botryomykos
Botryomykos är en av bakterier orsakad sjukdom som orsakar svulstbildningar, botryomykomer, som loksvulster, sädessträngfistlar eller juvelsvulster.
Svulsterna ligger vanligen i hopar, omgivna av en fin kapsel. De bildas genom att bakterier tränger in i kroppen och framkallar kronisk inflammation i bindväven med fistelbildning, hypertrofi av bindväven och böldbildning med rikligt varflöde.
Borryomykos är vanlig hos hästar och grisar men förekommer även hos människor.